# Tartus
Tartus er en by på Syriens kyst ud til Middelhavet. Den er hovedby i et guvernement med samme navn og er sammen med den nordligere beliggende by Latakia en af Syriens vigtige havnebyer med fiskerihavn og i en periode en russisk flådebase.
Circa tre kilometer ud for Tartus ligger øen Arwad (en) (Aradus, Ruad)
I middelalderen byggede korsfarerne en borg på øen som nu kaldes Ruad.
Efter Assad-regimets fald december 2024 forlod den russiske flåde havnen i Tartus, og israelerne bombede området.
| - Tartus guvernement og kort med religioner i Syrien - Tartus guvernement med distrikter - Kort med Syriens religioner Det mørkegrønne område er markeret med 'shia' i et ellers sunnidomineret Syrien. Mod syd drusere og nordvest et område med kristne |

| - Flådehavnen - Tartus by og havn, Nasa 2007 (I højre side øen Ruad / Arwad / Aradus) - Luftfoto |